# 内部

點 x 是 S 的內部點，因為它包含在 S 內并有一個開球圍繞著它。點 y 在 S 的邊界上。

内部（英語：interior，又稱開核），是點集拓樸中的術語。拓扑空间内子集合 S 的「内部」定義為：所有 S 的開子集的并集。直观上可以想成「不在 S 的边界上」的S 的点组成。S 的内部中的点称为 S 的内点（英語：interior point）。
另一個等价地定義為，S 的内部是 S 补集的闭包的补集。内部的概念在很多情况下和闭包的概念对偶。
一个集合的外部（exterior）是它补集的内部，等同于它闭包的补集；它包含既不在集合内，也不在边界上的点。一个子集的内部、边界和外部一同将整个空间分为三块（或者更少，因為這三者有可能是空集）。内部和外部总是开的，而边界总是闭的。没有内部的集合叫做边缘集（boundary set）。

## 定义

### 内点
令 S 为欧几里得空间的子集。若存在以 x 为中心的开球被包含于 S，则 x 是 S 的内点。
这个定义可以推广到度量空间 X 的任意子集 S。具体地说，对具有度量 d 的度量空间 X，x 是 S 的内点，若对任意不属于S或在S边界上的y，都有d(x, y) >0。
这个定义也可以推广到拓扑空间，只需要用邻域替代“开球”。 设 S 是拓扑空间 X 的子集，则 x 是 S 的内点，若存在 x 邻域被包含于 S。注意，这个定义并不要求邻域是开的。

### 集合的内部
集合 {\displaystyle S} 的内部是 {\displaystyle S} 的所有内点组成的集合。{\displaystyle S} 的内部一般記作 {\displaystyle Int(S)} 或 {\displaystyle S^{\circ }}。集合的内部满足下列性质：
- {\displaystyle Int(S)} 是 {\displaystyle S} 的开子集。
- {\displaystyle Int(S)} 是所有包含于 {\displaystyle S} 的开集的并集，{\displaystyle Int(S)=\bigcup \{U\subset S|U} 為開集 {\displaystyle \}}。
- {\displaystyle Int(S)} 是包含于 {\displaystyle S} 的最大的开集。
- 集合 {\displaystyle S} 是开集当且仅当 {\displaystyle S=Int(S)}。
- {\displaystyle Int(Int(S))=Int(S)}（幂等）。
- 若 {\displaystyle S} 为 {\displaystyle T} 的子集，则 {\displaystyle Int(S)} 為 {\displaystyle Int(T)} 的子集。
- 若 {\displaystyle A} 为开集，则 {\displaystyle A\subset S}当且仅当 {\displaystyle A\subset Int(S)}。

上述第二或第三条性质都可獨立地作為拓扑内部的定义。

### 內部公理
设集合{\displaystyle X}及其幂集{\displaystyle {\mathcal {P}}(X)}，映射{\displaystyle i:{\mathcal {P}}(X)\rightarrow {\mathcal {P}}(X)}称为内部算子，当且仅当其满足以下内部公理：
- i1：{\displaystyle \forall A\subseteq X,i(A)\subseteq A}；
- i2：{\displaystyle \forall A\subseteq X,i(A)=i(i(A))}；
- i3：{\displaystyle \forall A,B\subseteq X,i(A\cap B)=i(A)\cap i(B)}；
- i4：{\displaystyle i(X)=X}；

其中对于{\displaystyle X}的子集{\displaystyle A}，{\displaystyle i(A)}称为{\displaystyle A}的内部，{\displaystyle i(A)}中的点称为{\displaystyle A}的内点。
从内部算子出发可以定义拓扑，这和从开集，闭集，闭包，邻域，导集，基等概念出发定义拓扑的方式是等价的。
开集
{\displaystyle X}的子集{\displaystyle A}称为开集，当且仅当{\displaystyle i(A)=A}；
闭集
{\displaystyle X}的子集{\displaystyle A}称为闭集，当且仅当{\displaystyle i(X-A)=X-A}；
闭包算子，闭包，触点
對應內部算子{\displaystyle i}的闭包算子{\displaystyle c:{\mathcal {P}}(X)\rightarrow {\mathcal {P}}(X)}的定义为{\displaystyle c(A)=X-i(X-A),\forall A\subseteq X}。其中{\displaystyle c(A)}称为{\displaystyle A}的闭包，{\displaystyle c(A)}中的点称为{\displaystyle A}的触点。闭包算子是内部算子的对偶概念，闭包是内部的对偶概念，触点是内点的对偶概念。
邻域
對於{\displaystyle X}的子集{\displaystyle A}，{\displaystyle B}，{\displaystyle A}被稱作{\displaystyle B}的邻域，当且仅当{\displaystyle B\subseteq i(A)}。
边界，边界点
對應內部算子{\displaystyle i}的边界算子{\displaystyle \partial :{\mathcal {P}}(X)\rightarrow {\mathcal {P}}(X)}的定义为{\displaystyle \partial (A)=c(A)-i(A),\forall A\subseteq X}。其中{\displaystyle \partial A}称为{\displaystyle A}的边界，{\displaystyle \partial A}中的点称为{\displaystyle A}的边界点。

### 常用结论和性质
除了上述定义提到的，以下是一些常用的其它结论。
- ∀A，B⊆X，A⊆B ⇒ i(A)⊆i(B)。
- ∀A，B⊆X，i(A∪B)⊇i(A)∪i(B)。
- ∀A，B⊆X，A是开集 ⇒ ( A⊆B ⇔ A⊆i(B) )。（i(B)是包含于B的最大开集。)
- ∀B⊆X，i(B) = ∪{A：A是开集，A⊆B}；（i(B)是B中所有开集之并。）

## 举例
- 在任意空间，空集的内部是空集。
- 对任意空间 X, int(X) = X.
- 若 X 为实数的欧几里得空间 R，则 int([0, 1]) = (0, 1)。
- 若 X 为实数的欧几里得空间 R，则有理数集合 Q 的内部是空集。
- 若 X 为複平面 C = R2，则 int({z 属于 C : |z| ≥ 1}) = {z in C : |z| > 1}。
- 在任意欧几里得空间，任意有限集合的内部是空集。

在实数集上，除了标准拓扑，还可以使用其他的拓扑结构。
- 若 X = R，且 R 有下限拓扑，则 int([0, 1]) = [0, 1)。
- 若考虑 R 中所有集合都是开集的拓扑，则 int([0, 1]) = (0, 1)。
- 若考虑 R 中只有空集和 R 自身是开集的拓扑，则 int([0, 1]) 是空集。

上述示例中集合的内部取决于背景空间的拓扑。接下来给出的两个示例比较特殊。
- 在任意离散空间中，由于所有集合都是开集，所以所有集合都等于其内部。
- 在任意不可分空间 X 中，由于只有空集和 X 自身是开集，所以 int(X) = X 且对 X 的所有真子集 A，int(A) 是空集。

## 内部算子
内部算子 o 是闭包算子 − 的对偶，在如下意义上
So = X \ (X \ S)−,
还有
S− = X \ (X \ S)o
这里的 X 是包含S 的拓扑空间，反斜杠指示补集。
因此，通过把集合替代为它的补集，闭包算子和库拉托夫斯基闭包公理的抽象理论可以轻易的转换到使用内部算子的语言中。